# Jenny Wagner (Physikerin)

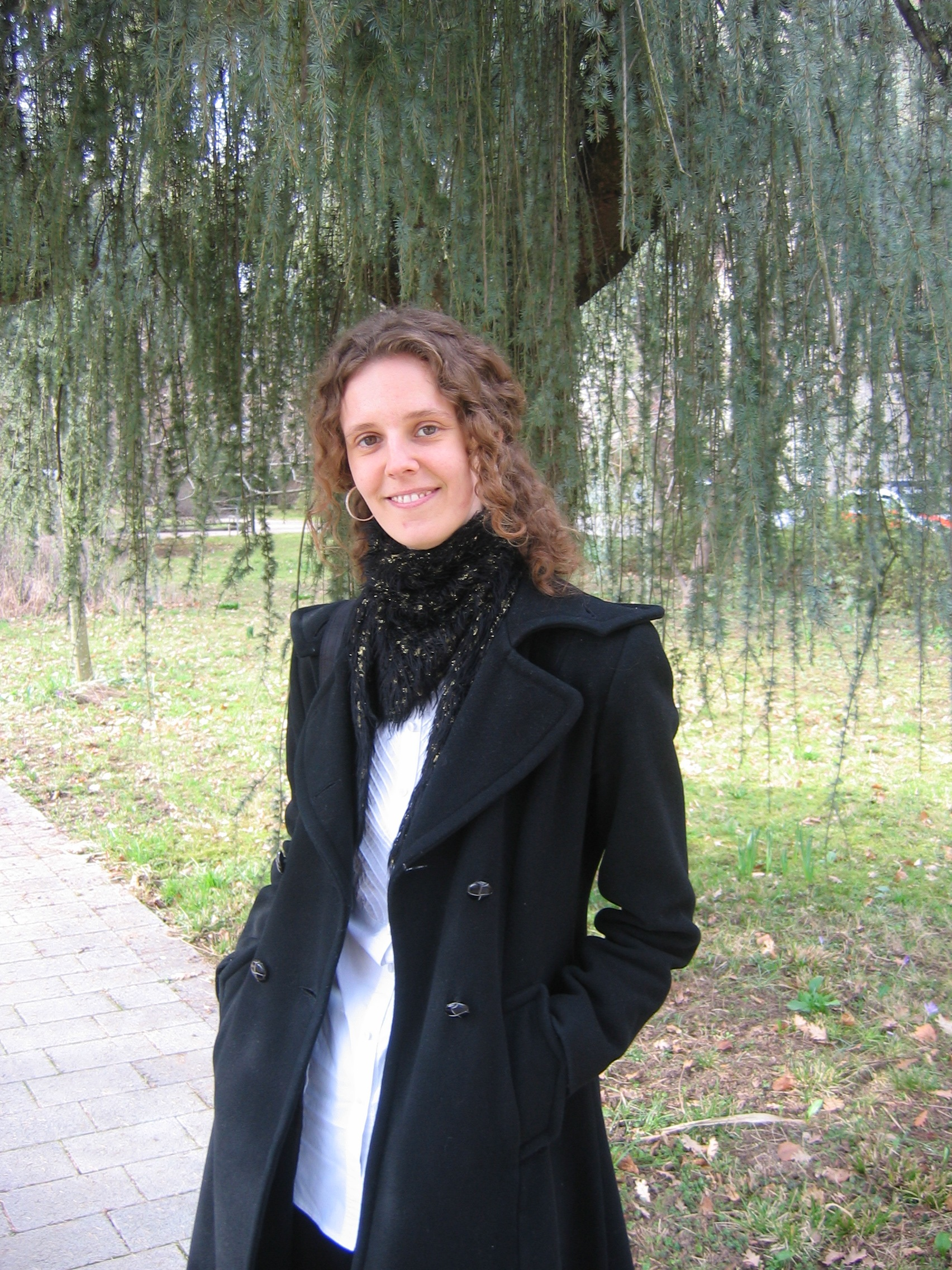
Jenny Wagner (2008)

Jenny Wagner (* 1984 in Dudweiler) ist eine deutsche Physikerin und Kosmologin.

## Ausbildung
Wagner studierte Physik an der Ruprecht-Karls-Universität Heidelberg. Sie schloss ihr Studium 2008 mit dem Diplom mit einer Arbeit zum Thema Physikalisch motivierte Datenkompression für den ALICE-Detektor an der Universität Heidelberg und am CERN ab. Ihre Schwerpunkte lagen auf dem Gebiet der Teilchenphysik. 2011 promovierte sie an der Universität Heidelberg und am Deutschen Krebsforschungszentrum mit einer Arbeit zum Thema Non-invasive Qualitätskontrolle für Peptidkettensynthese auf Mikrochips, betreut von Volker Lindenstruth; Gutachter und Prüfer waren Bernd Jähne und Michael Hausmann. Ihre Schwerpunkte lagen dabei auf der Bildverarbeitung in den Biowissenschaften.

## Beruf
Von 2011 bis 2013 war Wagner Postdoc bei Reiner Dahint und Harry Scherthan. Sie arbeitete zu den Themen Automated evaluation of surface plasmon resonance data und Automated eval. of chromosome movements during spermatogenesis in gene-altered mice. Von 2014 bis 2021 war sie Postdoc mit eigener Forschungsstelle in der Kosmologie zum Thema Beobachtungsbasierte Beschreibung des Gravitationslinseneffektes am Institut für Theoretische Physik der Universität Heidelberg.
Zusammen mit Sebastian Kapfer, Michael Klatt und Fabian Schaller arbeitete Wagner bis 2020 am Wissenschaftsblog morphometry mit, insbesondere in Bezug auf die Astronomie und die Entwicklung des öffentlich verfügbaren Programms papaya2 zur Berechnung von irreduziblen Minkowski-Tensoren.
Wagner ist zusammen mit Stephen Appleby, Eoin Ó Colgáin und Shahin Sheikh-Jabbari 2022 Gründerin des Wissenschaftsblogs Cosmo of ’69. In ihm werden neue Erkenntnisse aus aktuellen Beobachtungsdaten und theoretische Ansätze jenseits des kosmologischen Standardmodells diskutiert. Er dient dem fachlichen Austausch mit Wissenschaftlern, die alternative Dateninterpretationen vertreten, und der Erkundung neuer und anderer Wege aus der aktuellen Krise der Kosmologie.
Wagner gehört zum Projektteam von Urknall, Weltall und das Leben. Sie beteiligt sich daran mit Vorträgen über Gravitation, Gravitationslinsen, Dunkle Materie, Kosmologisches Prinzip und Ähnliches.
Wagner ist Mitglied des wissenschaftlichen Beirates der Giordano-Bruno-Stiftung. Sie ist Gastdozentin am Institut für Astronomie und Astrophysik der Academia Sinica in Taiwan.

## Forschungsinteressen
Wagner forscht auf dem Gebiet der allgemeinen Relativitätstheorie, der Gravitation und ihrer Auswirkungen im Weltraum. Ihr besonderes Interesse gilt dabei der Methode, Erkenntnisse mehr aus den beobachteten Daten zu gewinnen, als aus vorgefassten Meinungen, die sich in Modellen manifestiert haben.
Wagner entwickelt neue effiziente Verfahren, um durch Gravitationslinsen entstehende Mehrfachbilder von Objekten modellunabhängig aus den Beobachtungsdaten zu analysieren. Sie leitet alle möglichen Entartungen, die bei starker Linsenwirkung auf einer einzelnen Linsenebene auftreten können, mathematisch her. Ihr gelang die theoretische Ableitung prominenter Massendichteprofile, die zur Beschreibung von Halos aus Dunkler Materie verwendet werden. Sie machte einen Vorschlag zur Auflösung der Spannungen in Bezug auf die Hubble-Konstante.
Wagner arbeitete von 2014 bis 2021 an einem Projekt der Deutschen Forschungsgemeinschaft über  Astrophysik und Astronomie mit dem Thema Model-independent characterisation and model selection of gravitational lenses. Aus dieser Arbeit gingen zahlreiche Publikationen hervor.

## Preise und Anerkennung
2020 erhielt Wagner eine Ehrung für ihren Beitrag zur Beschreibung von Dunklen Materie Halos Selbst-gravitierende Materie kommt in Form im Essay-Wettbewerb der Gravity Research Foundation. Ebenfalls 2020 wurde ihr der Preis für mutige Wissenschaft des Landes Baden-Württemberg zuerkannt.

## Veröffentlichungen (Auswahl)
- Jenny Wagner, David Benisty: Galaxy infall models for arbitrary velocity directions. In: Astronomy & Astrophysics. 2025, doi:10.1051/0004-6361/202553892.
- David Benisty, Jenny Wagner, Denitsa Staicova: Dark energy as a critical period in binary motion: Bounds from multi-scale binaries. In: Astronomy & Astrophysics. 2024, doi:10.1051/0004-6361/202348327.
- Joyce Lin, Jenny Wagner, Richard E Griffiths: Much ado about no offset – characterizing the anomalous multiple-image configuration and the model-driven displacement between light and mass in the multiplane strong lens Abell 3827. In: Monthly Notices of the Royal Astronomical Society. 2023, doi:10.1093/mnras/stad2800.
- Solving the Hubble tension à la Ellis & Stoeger 1987. In: Corfu Summer Institute 2022 "School and Workshops on Elementary Particle Physics and Gravity" (CORFU2022) - Workshop on Tensions in Cosmology. 2023, S. 267, doi:10.22323/1.436.0267, arxiv:2203.11219.
- mit Pavan Kumar Aluri, Paolo Cea, Pravabati Chingangbam et al.: Is the Observable Universe Consistent with the Cosmological Principle? In: Classical and Quantum Gravity. Band 40, Nr. 9, 2023, S. 094001, doi:10.1088/1361-6382/acbefc, arxiv:2207.05765.
- Generalised model-independent characterisation of strong gravitational lenses. In: Astronomy & Astrophysics. Band 663, 2022, S. A157, doi:10.1051/0004-6361/202243562, arxiv:2203.06190.
- Der dritte Zwilling in Spektrum.de, 2022.
- mit Joyce Lin, Richard E Griffiths: Generalized model-independent characterization of strong gravitational lenses VIII. Automated multiband feature detection to constrain local lens properties. In: Monthly Notices of the Royal Astronomical Society. Band 517, Nr. 2, 2022, S. 1821–1836, doi:10.1093/mnras/stac2576.
- Generalised model-independent characterisation of strong gravitational lenses. In: Astronomy & Astrophysics. Band 620, 2018, S. A86, doi:10.1051/0004-6361/201834218, arxiv:1809.03505.
- mit Xinzhong Er, Shude Mao: On the double-plane plasma lensing. In: Monthly Notices of the Royal Astronomical Society. Band 509, Nr. 4, 2022, S. 5872–5881, doi:10.1093/mnras/stab3278.
- mit Richard E. Griffiths, Mitchell Rudisel, Timothy Hamilton, Po-Chieh Huang, Carolin Villforth: Hamilton’s Object - a clumpy galaxy straddling the gravitational caustic of a galaxy cluster: Constraints on dark matter clumping. In: Monthly Notices of the Royal Astronomical Society. Band 506, Nr. 2, 2021, S. 1595–1608, doi:10.1093/mnras/stab1375, arxiv:2105.04562.
- mit Fabian Schaller und Sebastian Kapfer: papaya2: 2D Irreducible Minkowski Tensor computation. In: Journal of Open Source Software,. Band 5, Nr. 54, 2020, S. 2538, doi:10.21105/joss.02538.
- Self-gravitating dark matter gets in shape. In: International Journal of Modern Physics D. Band 29, Nr. 14, 2020, S. 2043017, doi:10.1142/S0218271820430178, arxiv:2005.08975.
- Cosmic structures from a mathematical perspective 1: dark matter halo mass density profiles. In: General relativity and gravitation. Band 52, 2020, S. 61, doi:10.1007/s10714-020-02715-w.
- Paul A. Tipler, Jenny Wagner (Hrsg.), Peter Kersten (Hrsg.): Physik: für Studierende der Naturwissenschaften und Technik, Springer Spektrum, 2019, ISBN 978-3-662-58280-0
- A Model-Independent Characterisation of Strong Gravitational Lensing by Observables. In: Universe. Band 5, Nr. 7, 2019, S. 177, doi:10.3390/universe5070177, arxiv:1906.05285.
- Jori Liesenborgs, Nicolas Tessore: Model-independent and model-based local lensing properties of CL0024+1654 from multiply-imaged galaxies. In: Astronomy & Astrophysics. Band 612, 2018, S. A17, doi:10.1051/0004-6361/201731932, arxiv:1709.03531.
- Paul A. Tipler, Gene Mosca, Jenny Wagner (Hrsg.): Physik für Wissenschaftler und Ingenieure. 7. Auflage. Springer Spektrum Fachverlag, Berlin/Heidelberg 2015, ISBN 978-3-642-54165-0.